# Indrek Hargla
Œuvres principales
- Série Melchior l'apothicaire

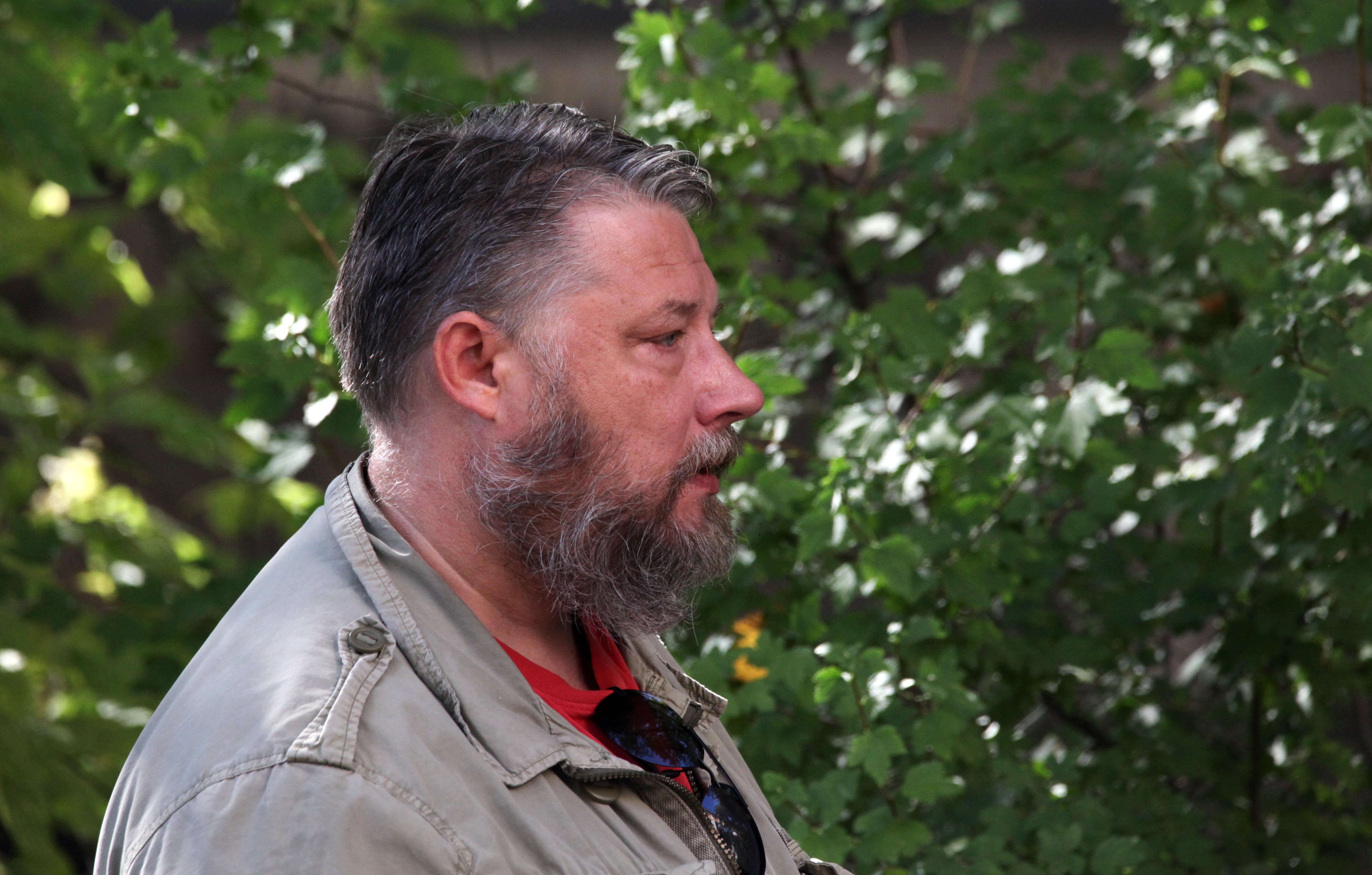
Indrek Hargla (2021)

Indrek Hargla, né le 12 juillet 1970 à Tallinn, est un écrivain estonien, auteur depuis 1989 d'une soixantaine de nouvelles et d'une dizaine de romans. Ses œuvres s'inscrivent principalement dans le genre fantastique, mais abordent également la science-fiction et le roman policier. 
Il reçoit le prix Friedebert-Tuglas de la nouvelle en 2008.

## Biographie
Fils du professeur de justice pénale Jaan Sootak et de la philologue et journaliste Varje Sootak, Indrek Hargla s'inscrit en droit à l'université de Tartu et obtient son diplôme en 1993. Il rejoint ensuite le service diplomatique de la république d'Estonie. Il travaille dans les missions diplomatiques estoniennes à Copenhague, en Hongrie et au siège du ministère des Affaires étrangères d'Estonie à Tallinn. En 2012, il prend congé du service diplomatique et travaille depuis comme pigiste, puis se lance dans l'écriture à partir de 1989.
En littérature, il devient rapidement un écrivain célèbre et prolifique de la littérature estonienne contemporaine d'horreur et de science-fiction.
Depuis 2012, il est membre de l'Association des écrivains estoniens.

## Caractéristiques de l'œuvre
Indrek Hargla conçoit la littérature avant tout comme une source de distraction, et se réclame de la tradition populaire. Dans ses romans et nouvelles, l'action est toujours échevelée, fondée sur une intrigue originale et un développement dramatique efficace ; le style simple est le support de la diégèse plutôt qu'une fin en soi.
Ses œuvres ressortissent à tous les domaines des littératures de l'imaginaire, se rattachant en général à un fantastique horrifique (histoires de sorcières, loups-garous, spectres, etc.) tandis que d'autres relèvent plutôt du merveilleux ou de la science-fiction. Dans ce dernier genre, Indrek Hargla s'est particulièrement adonné à l'uchronie, inventant des versions parallèles de l'histoire européenne ou mondiale, ainsi dans la nouvelle La Nécropole de la Sierra Titauna ou dans son cycle de romans French ya Koulu (non traduit).
Indrek Hargla s'est, au milieu des années 2000, fait le porte-parole d'un mouvement littéraire visant à un fantastique spécifiquement estonien, « l'ethnofantastique » (etnoulme), faisant amplement usage de motifs tirés du folklore estonien. Parmi les précurseurs de cette mouvance, Indrek Hargla a fait figurer dans son anthologie Effroyable Estonie (2005) des auteurs comme August Gailit, Juhan Jaik et Herta Laipaik.
Dans ses derniers romans, Indrek Hargla s'est tourné vers un nouveau genre de la littérature populaire, le frissonnier médiéval, comme dans L'Énigme de Saint-Olav, qui se passe à Tallinn en 1409.

## Œuvre

### SérieMelchior l'apothicaire
1. L'Énigme de Saint-Olav, Gaïa, 2013 ((et) Apteeker Melchior ja Oleviste mõistatus, 2010), trad. Jean-Pascal Ollivry, 336 p.  (ISBN 978-2-84720-288-5)Réédition, Actes Sud, coll. « Babel noir » no 109, 2014, 418 p. (ISBN 978-2-330-03063-6)
2. Le Spectre de la rue du Puits, Gaïa, 2014 ((et) Apteeker Melchior ja Rataskaevu viirastus, 2010), trad. Jean-Pascal Ollivry, 307 p.  (ISBN 978-2-84720-370-7)Réédition, Actes Sud, coll. « Babel noir » no 131, 2015, 391 p. (ISBN 978-2-330-04857-0)
3. Le Glaive du bourreau, Gaïa, 2015 ((et) Apteeker Melchior ja timuka tütar, 2011), trad. Jean-Pascal Ollivry, 446 p.  (ISBN 978-2-84720-468-1)Réédition, Actes Sud, coll. « Babel noir » no 159, 2016, 582 p. (ISBN 978-2-330-06459-4)
4. L’Étrangleur de Pirita, Gaïa, 2016 ((et) Apteeker Melchior ja Pirita kägistaja, 2013), trad. Jean-Pascal Ollivry, 384 p.  (ISBN 978-2-84720-662-3)Réédition, Actes Sud, coll. « Babel noir » no 185, 2017, 496 p. (ISBN 978-2-330-08151-5)
5. La Chronique de Tallinn, Gaïa, 2017 ((et) Apteeker Melchior ja Tallinna kroonika, 2014), trad. Jean-Pascal Ollivry, 416 p.  (ISBN 978-2-84720-744-6)Réédition, Actes Sud, coll. « Babel noir » no 239, 2020, 521 p. (ISBN 978-2-330-13424-2)
6. Le Démon de Gotland, Gaïa, 2018 ((et) Apteeker Melchior ja Gotlandi kurat, 2017), trad. Jean-Pascal Ollivry, 512 p.  (ISBN 978-2-84720-850-4)Réédition, Actes Sud, coll. « Babel noir » no 252, 2021, 624 p. (ISBN 978-2-330-14772-3)

### SérieFrench ja Koulu
1. (et) French ja Koulu, 2005
2. (et) French ja Koulu Tarbatus, 2007
3. (et) Frenchi ja Koulu reisid, 2009

### Romans indépendants
- (et) Baiita needus, 2001
- (et) Palveränd uude maailma, 2003
- (et) Vabaduse kõrgeim määr, 2003

### Nouvelles traduites en français
- Ils vont venir cette nuit, 2000 ((et) Nad tulevad täna öösel!, 2000), trad. Antoine ChalvinLire en ligne
- La Nécropole de la Sierra Titauna, 2000 ((et) Sierra Titauna nekropol, 2000), trad. Martin CarayolLire en ligne
- Le Spectre des blés, 2011 ((et) Viljakoll), trad. Martin CarayolParue dans Labyrinthes du réel : Écrivains estoniens contemporains, anthologie dirigée par Antoine Chalvin parue en 2011 aux éditions Actes Sud dans la collection Babel (ISBN 978-2-330-00008-0) Lire en ligne

## Prix et récompenses
- Prix littéraire de la Fondation culturelle d'Estonie, 2011
- Prix Friedebert-Tuglas, 2008
- Prix littéraire Eduard-Vilde, 2005, 2012